# Chen Jian
Pour les articles homonymes, voir Chen Jian (historien).
Chen Jian est un diplomate chinois né le 2 février 1942. Il est, depuis le 21 août 2001, le Secrétaire général adjoint au Département de l'Assemblée générale et de la gestion des conférences et aussi membre du Cabinet du secrétaire général.

## Parcours diplomatique
Membre de la délégation chinoise auprès des Nations unies de 1972 à 1977 et de 1980 à 1984, Chen Jian devient attaché au Département des organisations et conférences internationales du ministère des Affaires étrangères de 1977 à 1980. L'année suivante, Chen Jian est nommé adjoint au Bureau du directeur exécutif représentant la Chine au Fonds monétaire international. En 1985 et jusqu'en 1992, il devient successivement conseiller puis directeur général adjoint au Département des organisations et conférences internationales au ministère des Affaires étrangères chinois.
Chen Jian est nommé ambassadeur extraordinaire et plénipotentiaire et représentant permanent adjoint de 1992 à 1994, puis devient vice-ministre des Affaires étrangères du gouvernement chinois de 1996 à 1998. Il redevient ambassadeur extraordinaire et plénipotentiaire au Japon de 1998 à juillet 2001.